# Hedenlundaån
Hedenlundaån är en ca 4 kilometer lång å i Flens kommun. Den dränerar Hedenlundasjön till Vadsbrosjön och är en del av Nyköpingsåns avrinningsområde. Ån rinner huvudsakligen söderut och passerar under Länsväg D 647 och Järnvägslinjen Sala–Oxelösund samt passerar även nära Vadsbro kyrka.